# پردیس سینمایی تماشا
پردیس سینمایی تماشا، مجموعه ای فرهنگی ـ هنری، واقع در منطقه ۱۸ شهر تهران (ابتدای بلوار مداین و به فاصله چند ده متر از میدان معلّم)، مجهّز به یک سالن ۳۱۸ نفره و دو سالن ۱۵۰ نفره، رستوران، چایخانه، تالار اسکیت پیش‌بینی شده در آخرین طبقه، خانه اسباب بازی، مجموعه خدماتی - تجاری شامل ۷۰ فروشگاه، پارکینگ و… که در زمستان ۱۳۸۵ با حضور شهردار تهران به افتتاح رسیده‌است.

## ویژگی‌های فنی
پردیس تماشا به لحاظ امکانات، فضا، فناوری ساخت، معماری و تجهیزات به کار رفته در آن، دست‌کم در زمان گشایش، نمونه ای بی‌نظیر در میان فضاهای تفریحی ـ فرهنگی بهره‌برداری شده در ایران بوده‌است و کیفیّت منحصر به فرد تهویه، پخش صدا (فناوری Dolby Stereo) و تصویر در سالن‌های سه‌گانه مجموعه، آن را در ردیف ممتازترین سینماهای ایران و در زُمره به روزترین اماکن عمومی کشور قرار می‌دهد.
مجموعه در چهار طبقه و در مساحتی معادل ۴۰۰۰ متر مربّع و سطح زیربنای ۷۴۰۰ متر مربّع (۲۵۰۰ متر زیر زمین) اجرا شده و داری یک سالن با گنجایش ۳۱۸ و دو سالن با گنجایش ۱۵۰ نفر می‌باشد و از حیث وسعت در زمان گشایش بزرگترین مجتمع سینمایی ایران به‌شمار می‌رفته‌است. روند طرّاحی و ساخت مجموعه روی هم سه سال زمان و چهل میلیارد ریال هزینه دربرداشته‌است و بنا به ادّعای سازندگان آن، در تمامی جریان طرّاحی و اجرا تا بهره‌برداری سعی در به‌کارگیری فناوری روز جهان در تمامی زمینه‌ها شده‌است.
از جمله خدمات جانبی پردیس، سامانه گویای اعلام برنامه سالن‌های سینما، از طریق تماس تلفنی است.

## معماری
تماشا، ساخته و پرداخته گروه مهندسان مشاور توان و به‌طور خاص، معمار بابک شکوفی (نیز طرّاح ساختمان جدید پردیس سینمایی آزادی) است. از دیدگاه معماری، ساختمان علاوه بر برخورداری از هندسه نوآورانه و و فُرم زیبا، به گونه ای طرّاحی شده‌است که از داخل هر واحد تجاری، برای رفتن به سالن‌های سینما دسترس در نظر گرفته شده تا به دور زدن مجتمع و گذر از خیابان و معابر عمومی و محوّطه باز سینما نیاز نباشد. بعلاوه با طرّاحی ساختمان به صورت استوانه ای چرخنده به دور خود و در نظر گرفتن معبری مارپیچ گرداگرد آن، دسترسی به بام ساختمان و لذّت بردن از نمای اطراف بدون نیاز به ورود به بنا برای عموم میسّر است.
شیوه طرّاحی تندیس گرایانه این بنا به اذعان معمار شکوفی، الهام گرفته از طرح برنده ابتدایی وی برای بازسازی سینما آزادی است که پیشتر به دلیل تغییر مساحت ملکی که بنا بوده سینما آزادی در آن بازسازی شود، دستخوش تحوّل شده و از اجرا بازمانده بوده‌است و معمار در طرّاحی تماشا، با در اختیار داشتن زمینی وسیع تر به دنبال ایدئال خود رفته و برخی از شاخصه‌های طرح ابتدایی اش برای سینما آزادی را آنجا پیاده نموده‌است.

## گشایش
تماشا، اوّلین طرح افتتاح شده از زنجیره پردیس‌های پنجگانه سینمایی تهران، پیش‌بینی شده در برنامه سوم توسعه و اجرا شده توسّط شرکت توسعه فضاهای فرهنگی وابسته به معاونت فرهنگی اجتماعی شهرداری تهران می‌باشد که با بهره‌برداری از مجموعه‌ها و اماکن دیگری چون پردیس‌های ملّت، رازی، زندگی و… در اقصی نقاط شهر تهران پیگیری شده‌است.
مراسم افتتاح پردیس تماشا با حضور برجسته‌ترین چهره‌ها و مسئولان سینمایی و شهری تهران صورت گرفت و خوش سلیقگی سازندگان این طرح چه به لحاظ عملکردی و فنّی و چه به لحاظ ظرافتهای هنری، مورد تأیید و تشویق بیشتر مدعوین اغلب سرشناس آن بود به طوری که فاطمه معتمدآریا در حاشیه مراسم و در واکنش به اجرای (به زعم وی و بسیاری از میهمانان مراسم) بی نقص این پروژه در جنوب غرب تهران اذعان داشت که برای نخستین بار به تهرانی بودن خود بالیده‌است.

## دسترسی
مجموعه در نقطه ای واقع شده‌است که محدوده وسیعی از جنوب غرب تهران به آن دسترسی دارند. در این میان محلّات شمالی منطقه ۱۸ شامل کوی فردوس و شهرک ولی عصر و نیز محلّات جنوبی منطقه ۹ از جمله مهرآباد جنوبی، از دسترسی مستقیم و بدون نیاز به وسیله نقلیّه برخوردارند. البته مجموعه، توان پذیرایی در مقیاس فرا محلی را داراست و در پاره ای اوقات در میزبانی برخی رویدادهای هنری شهر تهران نیز مشارکت دارد. پردیس سینمایی تماشا در همسایگی کاوشکده معلّم واقع شده‌است.